# Pietro Gasparri
Pietro Gasparri GCTE (Capovallaza de Ussita, 5 de maio de 1852 — Roma, 18 de novembro de 1934) foi um cardeal católico romano, diplomata e político da Cúria Romana e signatário dos Pactos de Latrão. Ele também serviu como Cardeal Secretário de Estado sob o Papa Bento XV e Papa Pio XI.

## Biografia

### Início da vida
Gasparri nasceu em Capovallazza di Ussita, uma pequena aldeia nas montanhas dos Apeninos, na Itália central (na moderna província de Macerata, então parte dos Estados papais). Seus pais eram Bernardino Gasparri e Giovanna Sili. O caçula de 10 filhos nascidos em uma família de pastores, Pietro era o favorito.
Pietro era uma criança fraca e doente, enquanto seus 9 irmãos eram fortes e vivazes; alguns pensaram que ele não viveria muito. Seu pai costumava dormir nos campos com as ovelhas, e Pietro divertia a família lendo histórias de santos enquanto a família se reunia no calor da lareira. Todos eles seriam levados às lágrimas ao ouvirem as histórias dos mártires. A mãe de Pietro tinha o "dom das lágrimas", que dava a todos os filhos, principalmente a Pietro, segundo suas memórias.

### Estudioso canônico e diplomata da Cúria
Ele foi por muitos anos o chefe do Departamento de Direito Canônico do Instituto Católico de Paris, onde foi professor de 1880 a 1898. O Papa Leão XIII o nomeou Delegado Apostólico para Peru, Equador e Bolívia em 18 de dezembro de 1897 e Arcebispo Titular de Cesareia na Palestina em 12 de fevereiro de 1898. Pietro Gasparri recebeu a ordenação episcopal do cardeal François Richard, arcebispo de Paris, em 6 de março, na Igreja de Saint-Joseph-des-Carmes em Paris; os co-consagradores foram Louis François Sueur, Arcebispo de Avinhão, e Charles Turinaz, Bispo de Nancy.
Em 23 de abril de 1901, se tornou membro da Cúria, como Secretário da Congregação para os Assuntos Eclesiásticos Extraordinários, onde permaneceu até 16 de dezembro de 1907.
Pouco depois de se tornar papa, Pio X perguntou a Gasparri quanto tempo levaria para codificar o direito canônico. Gasparri respondeu que, com pessoal suficiente, isso poderia ser feito em 25 anos. Pio X respondeu: "Então faça". Gasparri foi chamado a Roma em 1904 para assumir o cargo de Secretário da Comissão para a Codificação do Direito Canônico , na qual passou os 13 anos seguintes em reclusão, digerindo volumes de decretos e estudos compilados ao longo dos séculos para criar o primeiro texto legal definitivo na história do catolicismo. Seus esforços resultaram no Código de Direito Canônico de 1917, em vigor até 1983. Em 18 de outubro de 1917, o Papa Bento XVI o nomeou o primeiro presidente da recém-criada Dicastério para os Textos Legislativos do Código de Direito Canônico. A partir de 1929, ele também desempenhou um papel significativo nos estágios iniciais da codificação da lei Direito canônico oriental.

### Secretário de Estado
Gasparri foi elevado pelo Papa Pio X ao cardinalato no consistório de 16 de dezembro de 1907, recebendo o título de São Bernardo nas Termas Dioclecianas em 19 de dezembro. Em janeiro de 1915, ele escolheu se tornar Cardeal-Sacerdote de São Lourenço em Lucina, mas manteve em comenda seu título anterior até dezembro de 1915.
Serviu como Cardeal Secretário de Estado sob os papas Bento XV e Pio XI, começando com sua nomeação em 13 de outubro de 1914. Em 4 de dezembro de 1916 tornou-se Camerlengo da Santa Igreja Romana.

### Conclave de 1922

Brasão como Camerlengo no Conclave de 1922

No conclave de 1922 que elegeu o Papa Pio XI, Gasparri foi o "campeão dos moderados" que queria continuar as políticas mais centristas do Papa Bento XV em relação ao mundo moderno. Ele tinha 69 anos e era considerado um possível candidato conciliador ao papado.

### Aposentadoria e morte
Em 1928, Gasparri sofria de doença cardíaca e diabetes, dormia mal e - apesar da insistência de Pio XI - recusou-se a tirar folga, temendo que o papa o substituísse em sua ausência. Durante anos, ele recebeu sinais de que seus serviços não eram mais valorizados pelo papa.
Apresentou sua renúncia ao cargo de Secretário de Estado e, após várias semanas, o Papa Pio aceitou em 7 de outubro de 1930.
Gasparri faleceu em 18 de novembro de 1934. Ao morrer, ainda era Presidente da Dicastério para os Textos Legislativos, Presidente da Pontifícia Comissão para a Codificação do Direito Canônico das Igrejas Orientais, e Camerlengo.

## Reforma do Direito Canônico
Em resposta ao pedido dos bispos no Concílio Vaticano I, o Papa Pio X ordenou a criação de uma codificação geral do direito canônico católico romano, que não existia na época. Ele confiou Pietro Gasparri, que foi auxiliado na obra por Giacomo della Chiesa (futuro Bento XV) e Eugenio Pacelli (futuro Pio XII). Talvez o canonista mais capaz da Cúria Romana na época, o trabalho de codificação, simplificação e modernização do direito canônico foi em grande parte obra de Gasparri.
O trabalho começou com a coleta e redução de diversos documentos em um único código, apresentando a parte normativa na forma de cânones curtos sistemáticos despojados das considerações preliminares ("Considerando ..." etc.) e omitindo as partes que foram substituídas por desenvolvimentos posteriores . O código foi promulgado em 27 de maio de 1917 como O Código de Direito Canônico (em latim: Codex Iuris Canonici) pelo Papa Bento XV, que fixou 19 de maio de 1918 como a data em que entrou em vigor. Na maior parte, aplicava-se apenas à Igreja latina, exceto quando "trata de coisas que, por sua natureza, se aplicam ao oriental", como os efeitos do batismo (cf. cânon 87). Nas décadas seguintes, algumas partes do Código de 1917 foram retocadas, especialmente sob o Papa Pio XII.

## Diplomacia papal
Sob a liderança de Gasparri, o Vaticano concluiu com sucesso um número recorde de acordos diplomáticos com governos europeus, muitos dos quais chefiando novos Estados, criados após a Primeira Guerra Mundial. Em 29 de março de 1924, foi assinada uma concordata entre Gasparri e a Baviera, com a França em 10 de fevereiro de 1925, a Tchecoslováquia em 2 de fevereiro de 1928, Portugal em 15 de abril de 1928 e a Romênia em 19 de maio de 1932.

### Tratado de Latrão
O Tratado de Latrão é a maior conquista de Pietro Gasparri, pois pôs fim ao conflito de sessenta anos entre o Vaticano e o Reino da Itália. Foi assinado em 11 de fevereiro de 1929, com o próprio Mussolini assinando em nome da Itália. Inclui três acordos feitos em 1929 entre o Reino da Itália e a Santa Sé , ratificados em 7 de junho de 1929, encerrando assim a "Questão Romana". O principal negociador do Vaticano para Pietro Gasparri foi o advogado romano Francesco Pacelli, irmão do então Núncio Apostólico na Alemanha Eugenio Pacelli (o futuro Papa Pio XII). No dia da assinatura, antes de partir para o Palácio de Latrão, Gasparri reuniu-se com Pio XI para que este aprovasse a redação final dos acordos. Depois de se ajoelhar para a bênção do papa, Gasparri saiu da sala com lágrimas nos olhos, sentindo a enorme importância do que aconteceria naquele dia.

### Rússia e União Soviética
A passagem de Gasparri no Vaticano coincidiu com grandes mudanças na Europa após a Primeira Guerra Mundial. Com a Revolução Russa, o Vaticano se deparou com uma situação nova, até então desconhecida, uma ideologia e um governo que rejeitavam não apenas a Igreja Católica, mas a religião como um todo.

### Lituânia e Estônia
Gasparri conseguiu concluir uma concordata com a Lituânia. As relações com a Rússia mudaram drasticamente por um segundo motivo. Os estados bálticos e a Polônia conquistaram sua independência da Rússia após a Primeira Guerra Mundial, permitindo assim uma vida relativamente livre da Igreja naqueles antigos países russos. A Estônia foi o primeiro país a buscar laços com o Vaticano. Em 11 de abril de 1919, o secretário de Estado Pietro Gasparri informou às autoridades da Estônia que o Vaticano concordaria em manter relações diplomáticas. uma concordata foi acordado em princípio um ano depois, junho de 1920. Foi assinado em 30 de maio de 1922. Garante liberdade para a Igreja Católica, estabelece uma arquidiocese, libera o clero do serviço militar, permite a criação de seminários e escolas católicas, descreve a propriedade da igreja direitos e imunidades. O Arcebispo jura aliança à Estônia.
As relações com a Lituânia católica foram um pouco mais complicadas por causa da ocupação polonesa de Vilnius, uma cidade e sede arcebispal, que a Lituânia reivindicou, assim como sua própria, embora a maioria de sua população fosse polonesa e fosse um importante centro da cultura polonesa. As forças polonesas ocuparam Vilnius. Isso gerou vários protestos da Lituânia à Santa Sé.  As relações com a Santa Sé foram definidas durante o pontificado do Papa Pio XI (1922-1939).
A Lituânia foi reconhecida pelo Vaticano em novembro de 1922. O reconhecimento incluía uma estipulação de Pietro Gasparri para a Lituânia. Houve paralisações diplomáticas, pois o governo lituano se recusou a aceitar praticamente todas as nomeações episcopais do Vaticano. As relações não melhoraram quando, em abril de 1926, o Papa Pio XI estabeleceu e reorganizou unilateralmente a província eclesiástica lituana sem levar em conta as demandas e propostas lituanas, sendo o verdadeiro ponto de discórdia Vilnius, que pertencia à Polônia.
No outono de 1925, Mečislovas Reinys, professor católico de teologia, tornou-se ministro das Relações Exteriores da Lituânia e pediu um acordo. Os militares lituanos assumiram o poder um ano depois e uma proposta de concordata , redigida pelo visitador papal Jorge Matulaitis, foi acordada no final de 1926. A concordata foi assinada um ano depois. Seu conteúdo segue em grande parte a Concordata Polonesa de 1925.

### Polônia
Em outubro de 1918, o Papa Bento XV parabenizou o povo polonês por sua independência. Em uma carta pública ao arcebispo Kakowski de Varsóvia, ele lembrou sua lealdade e os muitos esforços da Santa Sé para ajudá-los. Ele expressou sua esperança de que a Polônia volte a ocupar seu lugar na família das nações e continue sua história como uma nação cristã educada. Em março de 1919, nomeou dez novos bispos e, logo depois, Achille Ratti, já em Varsóvia como seu representante, como núncio papal. Ele advertiu repetidamente as autoridades polonesas contra perseguir o clero lituano e ruteno. Durante o avanço bolchevique contra Varsóvia, ele pediu orações públicas em todo o mundo pela Polônia. Gasparri enviou o Núncio Ratti para ficar na capital polonesa. Em 11 de junho de 1921, ele escreveu ao episcopado polonês, alertando contra os abusos políticos do poder espiritual, exortando novamente à coexistência pacífica com os povos vizinhos, afirmando que "o amor ao país tem seus limites na justiça e nas obrigações". Ele enviou o núncio Ratti à Silésia para agir contra possíveis agitações políticas do clero católico.
Ratti, um estudioso, pretendia trabalhar para a Polônia e construir pontes para a União Soviética, esperando até mesmo derramar seu sangue pela Rússia. O Papa Bento XV precisava dele como diplomata e não como mártir e proibiu qualquer viagem à URSS, embora fosse o delegado papal oficial para a Rússia. Portanto, ele interrompeu seu contato com a Rússia. Isso não gerou muita simpatia por ele na Polônia na época. Ele foi convidado a ir. "Enquanto ele tentava honestamente se mostrar como amigo da Polônia, Varsóvia forçou sua saída, depois que sua neutralidade na votação da Silésia foi questionada" por alemães e poloneses. Os alemães nacionalistas se opuseram a um núncio polonês supervisionando as eleições, e os poloneses ficaram chateados porque ele reduziu a agitação do clero. Em 20 de novembro, quando o cardeal alemão Adolf Bertram anunciou a proibição papal de todas as atividades políticas dos clérigos, os apelos pela expulsão de Ratti atingiram o clímax em Varsóvia. Dois anos depois, Achille Ratti se tornou o Papa Pio XI, moldando as políticas do Vaticano em relação à Polônia com Pietro Gasparri e Eugenio Pacelli pelos trinta e seis anos seguintes (1922-1958).

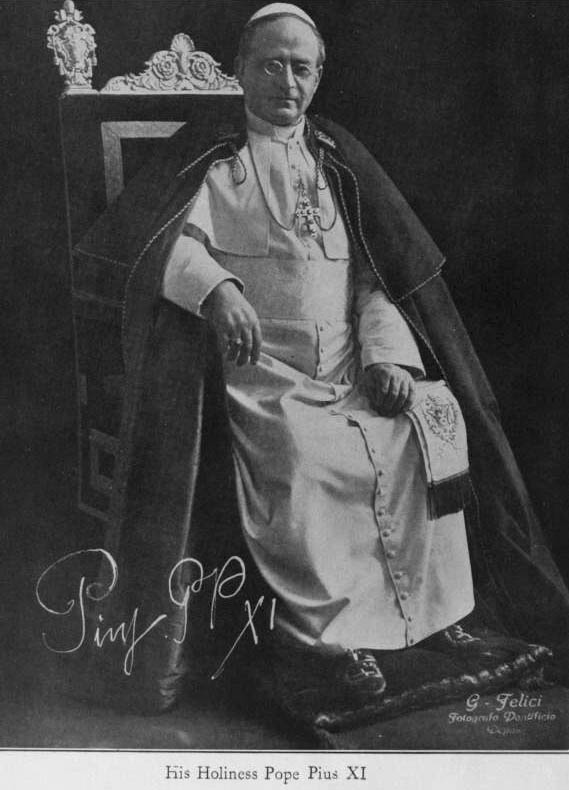
O Papa Pio XI (1922-1939) Varsóvia forçou sua saída como Núncio. Dois anos depois, ele era Papa. Ele assinou concordatas com vários países, incluindo Lituânia e Polônia

Durante o pontificado do Papa Pio XI (1922-1939), a vida da Igreja na Polônia floresceu: havia alguns grupos anticlericais que se opunham ao novo papel da Igreja, especialmente na educação. Mas numerosos encontros e congressos religiosos, festas e peregrinações, muitos dos quais foram acompanhados por cartas de apoio do Pontífice, aconteceram. 
Sob o pontificado do Papa Pio XI, seu Cardeal Secretário de Estado Pietro Gasparri com franqueza incomum expressou suas opiniões sobre a ordem do pós-guerra e o futuro da Polônia: Ele disse a Ludwig von Pastor que o Tratado de Paz de Versalhes certamente terminará em um nova guerra, talvez até dez guerras. Ele expressou sua satisfação com o resultado do tratado de Locarno . No entanto, o Corredor Polaco continuou a ser um ponto negro na sua avaliação, exigindo compromissos. Ao mesmo tempo, ele opinou, a Polônia só pode existir se trabalhar com seu vizinho no leste ou no oeste. Como não se podia confiar na União Soviética, ele considerou "totalmente estúpido destruir pontes para o Ocidente. A Polônia terá que pagar caro mais tarde, assim que a Alemanha se recuperar".

### Concordata com a Polônia
Em 10 de fevereiro de 1925, uma concordata foi assinada entre Pietro Gasparri, Cardeal Secretário de Estado do Vaticano, e Stanislaw Grabski para a Polônia. A concordata tem 27 artigos, que garantem a liberdade da Igreja e dos fiéis. Regula os pontos de interesse habituais, instrução católica em escolas primárias e secundárias , nomeação de bispos , estabelecimento de seminários e um núncio permanente em Varsóvia , que também representa os interesses da Santa Sé em Gdańsk. A concordata estipula que nenhuma parte do território polonês pode ser colocada sob a jurisdição de um bispo fora da Polônia.
A Igreja goza de total proteção do Estado e reza pelos líderes da Polônia durante a missa dominical e no dia 3 de maio. Os clérigos fazem um juramento solene de fidelidade ao Estado polonês. Se o clero estiver sob acusação, os documentos do julgamento serão encaminhados às autoridades eclesiásticas se o clero for acusado de crimes. Se condenados, eles não cumprirão pena em prisões, mas serão entregues às autoridades da Igreja para serem internados em um mosteiro ou convento. A concordata se estende ao rito latino em cinco províncias eclesiásticas de Gniezno e Poznan, Varsovie, Wilno, Lwow e Cracovie. Aplica-se também aos católicos unidos do rito greco-ruteniano em Lwow e Przemysl, e ao rito armênio em Lwow. para a celebração religiosa nos ritos específicos, deve-se observar o direito canônico. A instrução católica é obrigatória em todas as escolas públicas, exceto nas universidades. No Artigo 24, a Igreja e o Estado reconhecem os direitos de propriedade um do outro, parecendo em parte desde o momento da partição antes de 1918. Isso significa que os direitos de propriedade e os títulos de propriedade da Igreja são respeitados. Um acordo posterior definirá o status das propriedades expropriadas da Igreja. Até lá, o Estado pagará as dotações da Igreja para o seu clero. No papel, a concordata parecia ser uma vitória para a Igreja. Mas os bispos poloneses se sentiram forçados a tomar medidas contra violações precoces, na área da legislação matrimonial e dos direitos de propriedade. Papa Pio XI apoiou isso e as iniciativas episcopais de ter suas próprias reuniões plenárias.